# John Miljan

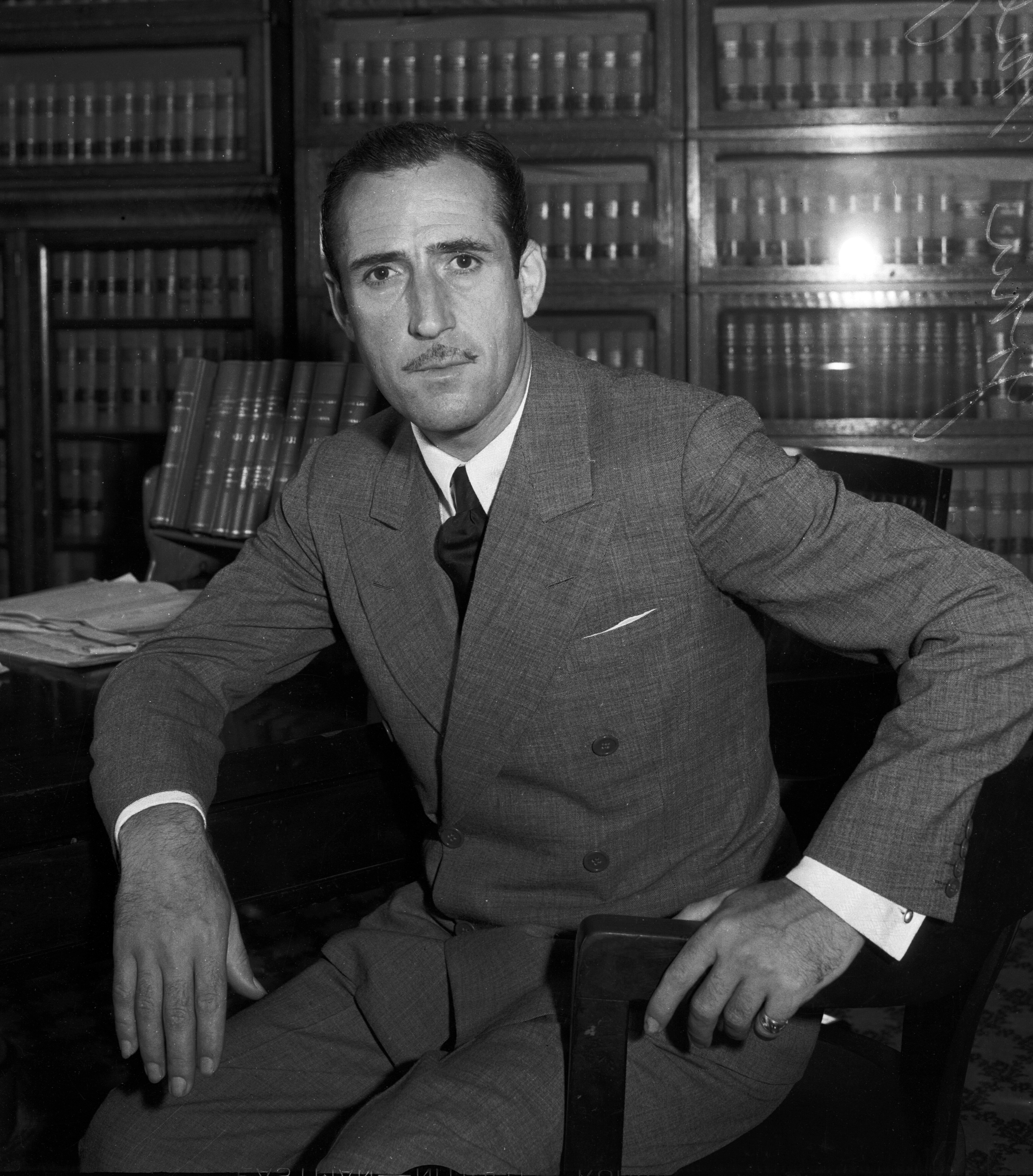
John Miljan (1933)

John Miljan (* 9. November 1892 in Lead, South Dakota als Jovan Miljanovic; † 24. Januar 1960 in Hollywood, Kalifornien) war ein US-amerikanischer Schauspieler. Zwischen 1924 und 1958 trat er in über 200 Kinofilmen in Erscheinung, gegen Ende seines Lebens absolvierte er auch mehrere Auftritte im US-Fernsehen.

## Leben und Karriere
Jovan Miljanovic, der für seine Schauspielkarriere den Namen John Miljan verwendete, wurde als Sohn serbischer Einwanderer in einem kleinen Dorf in South Dakota geboren. Bereits mit 15 Jahren stand er erstmals auf der Bühne. Sein Filmdebüt absolvierte Miljan im Jahr 1924 im Stummfilm Love Letters an der Seite von Shirley Mason. In den ersten Jahren seiner Filmkarriere spielte der hochgewachsene, dunkelhaarige Darsteller oft romantische Liebhaber. Schon vor der Ende der Stummfilmära verlegte er sich allerdings vorwiegend auf die Darstellung elegant-öliger Schurken und Betrüger, die oft auch das Herz der weiblichen Hauptdarstellerin für sich gewinnen wollen. Diese Rollen ermöglichten ihm bis in die 1950er-Jahre eine fortlaufende Hollywood-Karriere.
Sein Debüt im Tonfilm machte Miljan im Jahr 1927 mit einem Auftritt im Trailer von Der Jäzzsänger, in dem er das Publikum einlädt, den ersten abendfüllenden Tonfilm zu sehen. Der Übergang zum Tonfilm gelang ihm in der Folge mit Filmen wie Die Liebe der Betty Patterson (1928) und Untamed (1929) auch gut. Mit zunehmendem Alter spielte er neben den üblichen Schurken auch Autoritätsfiguren, so etwa George Armstrong Custer in Cecil B. DeMilles Western Der Held der Prärie (1936). Mit DeMille drehte er später noch weitere Monumentalfilme wie Samson und Delilah und Die zehn Gebote.
Seine letzte Rolle hatte Miljan zwei Jahre vor seinem Tod als Indianerhäuptling im Lone-Ranger-Western Der Held mit der Maske. Er starb 1960 im Alter von 67 Jahren an einer Krebserkrankung. Von 1927 bis zu seinem Tod war er mit Victoria Lowe Creighton, der Ex-Frau des Schauspielers Creighton Hale, verheiratet. Miljan adoptierte auch Victorias Kinder aus der Ehe mit Hale.

## Filmografie (Auswahl)
- 1924: Love Letters
- 1924: Der Kampf mit dem Schatten (Empty Hearts)
- 1924: Die Insel der Gestrandeten (The Painted Lady)
- 1925: Das Phantom der Oper (The Phantom of the Opera)
- 1925: Ach wie so trügerisch sind Männerherzen (The Unchastened Woman)
- 1926: Des Teufels Zirkus (The Devil’s Circus)
- 1926: Der Gefangene auf der Teufelsinsel (Devil’s Island)
- 1926: Meine offizielle Frau (My Official Wife)
- 1927: Unter falschem Namen (Wolf's Clothing)
- 1927: Rivalen des Ozeans (The Yankee Clipper)
- 1927: Die letzten Tage von San Francisco (Old San Francisco)
- 1927: Weib in der Wüste (The Desired Woman)
- 1927: Der Jazzsänger (The Jazz Singer)
- 1927: Moderne Mütter (The Silver Slave)
- 1928: Die Bankräuber von New York (Tenderloin)
- 1928: Die Liebe der Betty Patterson (Glorious Betsy)
- 1928: Der Schrecken von Piccadilly (The Terror)
- 1929: Der Straßensänger (Innocents of Paris)
- 1929: Untamed
- 1929: Der jüngste Leutnant (Devil-May-Care)
- 1930: Buster rutscht ins Filmland (Free and Easy)
- 1930: The Unholy Three
- 1930: Our Blushing Brides
- 1930: Paid
- 1930: Great Day (unvollendet)
- 1931: Yvonne (Inspiration)
- 1931: Der Sohn des Rajah (Son of India)
- 1931: The Secret Six
- 1931: Helgas Fall und Aufstieg (Susan Lenox)
- 1931: Wolkenstürmer (Hell Divers)
- 1931: Alles für dein Glück (Possessed)
- 1932: Emma, die Perle (Emma)
- 1932: The Beast of the City
- 1932: Arsene Lupin, der König der Diebe (Arsène Lupin)
- 1932: Der falsche Torero (The Kid from Spain)
- 1932: Ring frei für die Liebe (Flesh)
- 1933: Bier her! (What! No Beer?)
- 1933: Zwillings-Ehemänner (Twin Husbands)
- 1934: Die Schöne der neunziger Jahre (Belle of the Nineties)
- 1935: In den Kanälen von Paris (Charlie Chan in Paris)
- 1935: Mississippi
- 1935: Die Peitsche der Pampas (Under the Pampas Moon)
- 1936: Frauenehre (Private Number)
- 1936: Der Held der Prärie (The Plainsman)
- 1938: Mannes-Test (Man-Proof)
- 1938: Wenn ich König wär (If I Were King)
- 1938: Auf verbotenen Wegen (Ride a Crooked Mile)
- 1939: Oklahoma Kid (The Oklahoma Kid)
- 1939: Juarez
- 1940: New Moon
- 1942: The Big Street
- 1942: The Devil with Hitler
- 1943: Ohne Rücksicht auf Verluste (Bombardier)
- 1943: The Fallen Sparrow
- 1944: The Merry Monahans
- 1944: I Accuse My Parents
- 1945: It’s in the Bag!
- 1945: Stahlgewitter (Back to Bataan)
- 1946: Rächer der Unterwelt (The Killers)
- 1947: Sindbad der Seefahrer (Sinbad the Sailor)
- 1947: Die Unbesiegten (Unconquered)
- 1949: Weiße Banditen (Stampede)
- 1949: Samson und Delilah (Samson and Delilah)
- 1950: Glücksspiel des Lebens (Walk Softly, Stranger)
- 1951: M
- 1952: Bonzo Goes to College
- 1952: Der weiße Sohn der Sioux (The Savage)
- 1953: Brennpunkt Algier (Fort Algiers)
- 1955: Die Piraten von Tripolis (Pirates of Tripoli)
- 1955: Im Schatten des Galgens (Run for Cover)
- 1956: Die zehn Gebote (The Ten Commandments)
- 1958: Der Held mit der Maske (The Lone Ranger and the Lost City of Gold)